# Enslövs socken
Enslövs socken i Halland ingick i Tönnersjö härad (före 1938 även i Halmstads härad) och är sedan 1974 en del av Halmstads kommun i Hallands län, från 2016 inom Enslövs distrikt och en del av Oskarströms distrikt.
Socknens areal är 183,65 kvadratkilometer land (efter utbrytning av Oskarström). År 2000 fanns här 2 909 invånare. En del av Halmstad, tätorten Sennan, småorten Skavböke samt tätorten Åled med kyrkbyn Enslöv och sockenkyrkan Enslövs kyrka ligger i socknen. 

## Administrativ historik
Enslövs socken har medeltida ursprung. En mindre del som låg väster om Nissan, kallad Fjällgime fjärding, tillhörde före 1938 Halmstads härad. 
Vid kommunreformen 1862 övergick socknens ansvar för de kyrkliga frågorna till Enslövs församling och för de borgerliga frågorna till Enslövs landskommun. År 1947 bröts en del ut för att ingå i den då bildade Oskarströms köping. Landskommunen inkorporerade år 1952 Övraby landskommun och kom i sin tur sedan 1974 att uppgå i Halmstads kommun. Ur församlingen utbröts 1957 Oskarströms församling.
1 januari 2016 inrättades distriktet Enslöv och Oskarstöm, med samma omfattning som motsvarande församlingar hade 1999/2000 och fick 1957, och vari detta sockenområde ingår.

Socknen har tillhört fögderier och domsagor enligt Tönnersjö härad. De indelta båtsmännen tillhörde Södra Hallands första båtsmanskompani.

## Geografi och natur
Enslövs socken ligger nordost om Halmstad kring Nissan. Socknen består av höglänt skogsbygd med mossar och småsjöar utanför dalgången.
Det finns hela sju naturreservat i socknen: Vapnö mosse som delas med Holms socken, Nissaström, Rågetaåsen, Råmebo och Virsehatt ingår alla i EU-nätverket Natura 2000 medan Hälleberget och Ullasjöbäcken är kommunala naturreservat.
Sätesgårdar var Arlösa herrgård, Stora Ättarps säteri och Lilla Ättarps säteri.
Vid Stora Ettarps säteri bedrevs glasbruk mellan ca 1747 och 1757, en kort period, men då med ganska omfattande verksamhet. Detta Ettarps glasbruk var Hallands första glasbruk. Produktionen var förvånansvärt helt inriktad på export.

## Fornlämningar
Från bronsåldern finns gravrösen. Från järnåldern finns tre mindre gravfält, en husgrund och en fornborg. Vid Spånstad finns "Högastain", som är en bautasten från järnåldern .

## Namnet
Namnet (1300 Eneslef) kommer från kyrkbyn. Förleden innehåller mansnamnet Enar. Efterleden  är löv, 'arvegods'.

## Befolkningsutveckling
| Befolkningsutvecklingen i Enslövs socken 1750–1990                                                      | Befolkningsutvecklingen i Enslövs socken 1750–1990 | Befolkningsutvecklingen i Enslövs socken 1750–1990 | Befolkningsutvecklingen i Enslövs socken 1750–1990 | Befolkningsutvecklingen i Enslövs socken 1750–1990 |
| --- | -------------------------------------------------- | -------------------------------------------------- | -------------------------------------------------- | -------------------------------------------------- |
| |                                                    |                                                    |                                                    |                                                    |
| År |                                                    |                                                    | Folkmängd                                          |                                                    |
| 1750 | 1750                                               |                                                    | 1 143                                              |                                                    |
| 1760 | 1760                                               |                                                    | 1 172                                              |                                                    |
| 1769 | 1769                                               |                                                    | 1 212                                              |                                                    |
| 1780 | 1780                                               |                                                    | 1 267                                              |                                                    |
| 1790 | 1790                                               |                                                    | 1 313                                              |                                                    |
| 1800 | 1800                                               |                                                    | 1 408                                              |                                                    |
| 1810 | 1810                                               |                                                    | 1 431                                              |                                                    |
| 1820 | 1820                                               |                                                    | 1 463                                              |                                                    |
| 1830 | 1830                                               |                                                    | 1 641                                              |                                                    |
| 1840 | 1840                                               |                                                    | 1 697                                              |                                                    |
| 1850 | 1850                                               |                                                    | 1 993                                              |                                                    |
| 1860 | 1860                                               |                                                    | 2 447                                              |                                                    |
| 1870 | 1870                                               |                                                    | 2 580                                              |                                                    |
| 1880 | 1880                                               |                                                    | 2 616                                              |                                                    |
| 1890 | 1890                                               |                                                    | 2 661                                              |                                                    |
| 1900 | 1900                                               |                                                    | 3 376                                              |                                                    |
| 1910 | 1910                                               |                                                    | 2 307                                              |                                                    |
| 1920 | 1920                                               |                                                    | 2 414                                              |                                                    |
| 1930 | 1930                                               |                                                    | 2 621                                              |                                                    |
| 1940 | 1940                                               |                                                    | 2 304                                              |                                                    |
| 1950 | 1950                                               |                                                    | 2 249                                              |                                                    |
| 1960 | 1960                                               |                                                    | 2 033                                              |                                                    |
| 1970 | 1970                                               |                                                    | 2 337                                              |                                                    |
| 1980 | 1980                                               |                                                    | 2 972                                              |                                                    |
| 1990 | 1990                                               |                                                    | 2 979                                              |                                                    |
| Anm: Källor: Umeå universitet - Tabellverket 1749-1859, Demografiska databasen, CEDAR, Umeå universitet |                                                    |                                                    |                                                    |                                                    |